# Distretto di Ainaro
Il distretto di Ainaro è un distretto amministrativo di Timor Est, che prende il nome dalla sua capitale: Ainaro.
Ha una popolazione di 63 136 abitanti (censimento 2015) ed un'area di 797 km².

## Storia
Il distretto è identico a quello del Timor Portoghese, con le seguenti eccezioni: durante l'occupazione indonesiana, il distretto di Turiscai divenne parte di Manufahi da Ainaro, ed il sottodistretto di Hatu Udo divenne parte di Ainaro nello scambio. Mape-Zumalai divenne parte di Cova-Lima nel 2003.
Ainaro ha giocato un importante ruolo durante l'occupazione indonesiana di Timor Est, fornendo riparo per la base della guerriglia, l'esercito di resistenza.
Il precedente leader della guerriglia e attuale presidente Xanana Gusmão spese molti anni dirigendo la resistenza da Ainaro.

## Geografia fisica

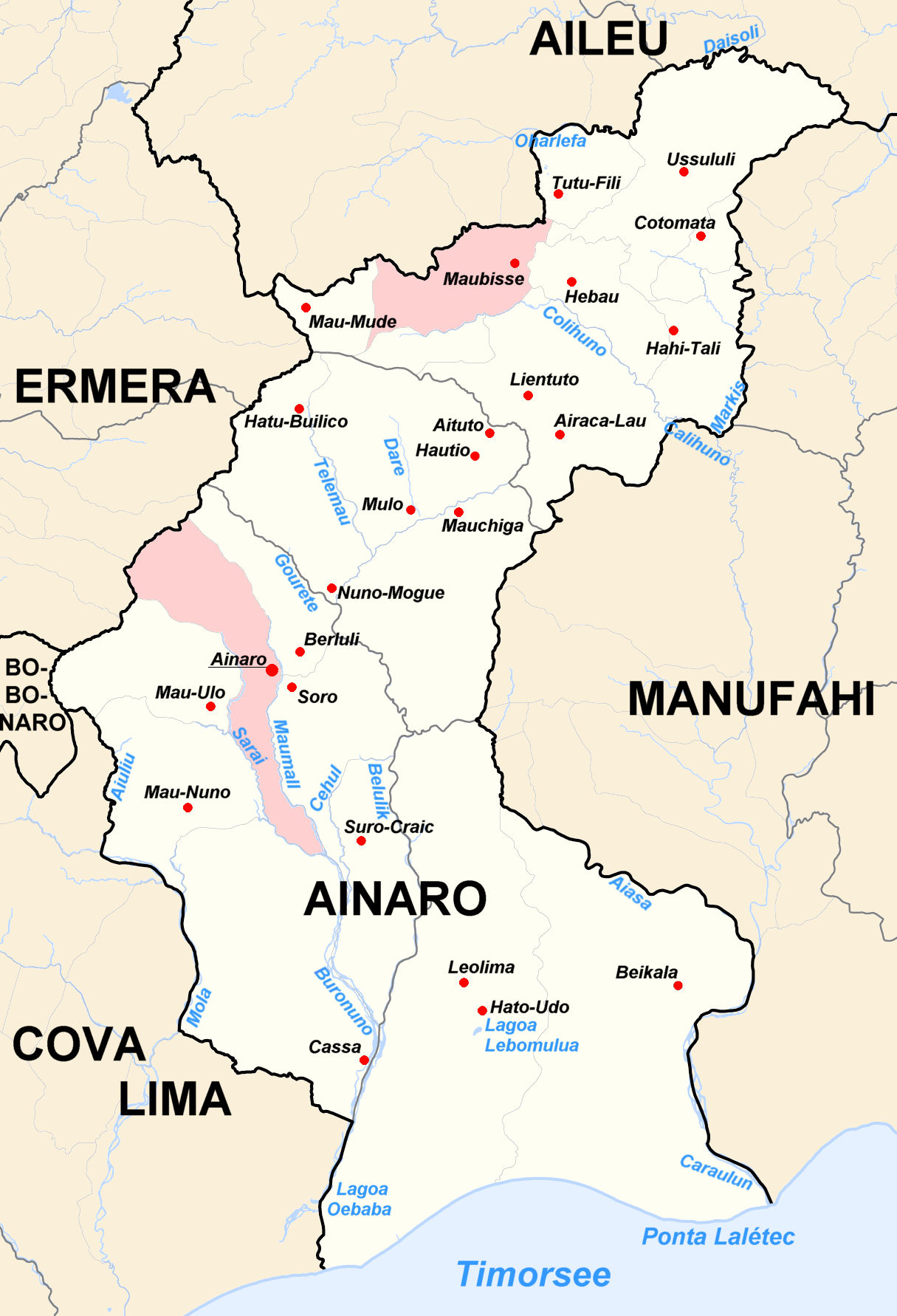
Mappa di Ainaro

Il distretto si trova nella parte sud occidentale di Timor Est.
Confina a nord con il distretto di Aileu, a sud col distretto di Manufahi, a sud-ovest col distretto di Cova-Lima, ad ovest col distretto di Bobonaro ed a nord-ovest col distretto di Ermera.
Ainaro ha una grande abbondanza di fiumi e terreno fertile per l'agricoltura. Ha un'area costiera, sul Mare di Timor, ma anche zone montagnose, incluso il punto più alto di Timor Est, il Monte Ramelau (2.960 m s.l.m.), conosciuto anche come Tatamailau, che si trova vicino al confine col distretto di Ermera.

## Popolazione
Oltre alle lingue ufficiali: tetum e portoghese, un gran numero di abitanti di Ainaro parla la lingua mambai.
Gli abitanti sono in prevalenza cattolici, protestanti o musulmani.

## Sottodistretti
Il territorio è suddiviso in 4 sottodistretti:
- Ainaro,
- Hatu Builico,
- Hatu Udo,
- Maubisse.